# Blepharis spiculifolia
Blepharis spiculifolia är en akantusväxtart som beskrevs av Isaac Bayley Balfour. Blepharis spiculifolia ingår i släktet Blepharis och familjen akantusväxter. Inga underarter finns listade i Catalogue of Life.